# The Curtain Pole
The Curtain Pole er en amerikansk stumfilm fra 1909 af D. W. Griffith.

## Medvirkende
- Mack Sennett som Monsieur Dupont
- Harry Solter som Mr. Edwards
- Florence Lawrence som Mrs. Edwards